# Coșnița Mare, Iampol
Coșnița Mare (în ucraineană Велика Кісниця, transliterat: Velîka Kisnîțea) este o comună în raionul Iampol, regiunea Vinița, Ucraina, formată numai din satul de reședință.
Localitatea se află în apropiere de punctul de control al frontierei moldo-ucrainene: Coșnița Mare/Velîka Kisnîțea – Hrușca (Stînga Nistrului).

## Demografie
Componența lingvistică a satului Coșnița Mare
     Ucraineană (97,85%)
     Rusă (1,37%)
     Alte limbi (0,71%)
Conform recensământului din 2001, majoritatea populației satului Coșnița Mare era vorbitoare de ucraineană (97,85%), existând în minoritate și vorbitori de rusă (1,37%).